# وسام أمية الوطني
وسام أمية الوطني هو أعلى وسام تكريمي يصدر بمرسوم عن رئيس الجمهورية العربية السورية يمكن منحه للسوريين وغير السوريين، يمنح لتقدير الأعمال المدنية والعسكرية العظمى. هذا الوسام يتألف من ثلاث درجات: ذو العقد، ذو الرصيعة، ذو الوشاح. وقد استحدث الوسام في 12 تموز 1934.

## حملة الوسام
- سعود بن عبد العزيز آل سعود
- عبد الله بن عبد العزيز آل سعود
- الوليد بن طلال بن عبد العزيز آل سعود
- محمد أنور السادات
- فاروق الأول
- جورجو نابوليتانو
- هيلا سيلاسي
- حسني مبارك
- الحسين بن طلال
- عيسى بن سلمان آل خليفة
- محمد الخامس بن يوسف
- مصطفى طلاس
- قابوس بن سعيد
- ميشال سليمان

- نجاح العطار (2022)[2]